# Plant Design Management System
Plant Design Management System (PDMS) je v 3D CAD oblasti přizpůsobitelné, víceuživatelské a vícedisciplinární softwarové prostředí pro inženýry a projektanty průmyslových celků.
První aplikace byla vytvořena v Cambridge v roce 1967 pro britské Ministerstvo Technologií. Jejím cílem bylo rozvíjet CAD technologie. Centrum uskutečnilo pionýrský CAD výzkum, a mnoho jeho dřívějších pracovníků se stali prominenty ve světové CAD komunitě. Bratři Dick a Martin Newellovi jsou jedni z nejznámějších. Dick Newell dohlížel na vznik úspěšného PDMS pro 3D průmyslové projektování.
Společně s Cambridge Science Park, bylo CADCentrum pravděpodobně nejdůležitějším faktorem při transformaci Cambridge na světové technologické centrum v 80. letech. CADCentrum se stalo veřejnou akciovou společností v roce 1996 a později změnilo název na AVEVA.